# Qualificazioni al campionato mondiale maschile di pallavolo 2018
Le Qualificazioni al campionato mondiale maschile di pallavolo 2018 si sono svolte nel 2016 e 2017: ai vari tornei hanno partecipato un totale di ? squadre nazionali e quattordici si sono qualificate per il campionato mondiale di pallavolo maschile 2018.

## Tornei

### America del Nord
Al torneo hanno partecipato quattro squadre nazionali nordamericane:
- Due squadre si sono qualificate per il campionato mondiale 2018.

### America del Sud
Al torneo hanno partecipato tre squadre nazionali sudamericane:
- Una squadra si è qualificata per il campionato mondiale 2018.

### Asia e Oceania
Al torneo hanno partecipato diciotto squadre nazionali tra asiatiche e oceaniane:
- Quattro squadre si sono qualificate per il campionato mondiale 2018.

### Europa
Al torneo hanno partecipato trentanove squadre nazionali europee:
- Sette squadre si sono qualificate per il campionato mondiale 2018.